# Copa Constitució 2009
Der Copa Constitució 2009 war die 17. Auflage des andorranischen Fußballpokals. Alle Mannschaften der Primera sowie der Segona Divisió nach sechs Runden waren antrittsberechtigt. Der Bewerb wurde zwischen dem 17. Januar 2009 und dem 23. Mai 2009 ausgetragen. Der Sieger qualifizierte sich für die 2. Qualifikationsrunde zur UEFA Europa League 2009/10.
FC Santa Coloma gewann den achten Titel.

## Turnierverlauf

### 1. Runde
In der ersten Runde traten die nach sechs Runden auf den Plätzen zwei bis sieben liegenden Mannschaften der Segona Divisió gegeneinander an. Gespielt wurde zwischen dem 17. und dem 19. Januar 2009.
|                         | Ergebnis |                           |
| ----------------------- | -------- | ------------------------- |
| UE Extremenya           | 5:1      | Principat B               |
| Atlètic Club d’Escaldes | 2:3      | Casa Estrella del Benfica |
| FC Lusitanos B          | 7:1      | CE Jenlai                 |

### Achtelfinale
Die nach sieben Runden der Primera Divisió auf den Plätzen fünf bis acht platzierten Mannschaften, sowie das verbleibende Team der Segona Divisió, traten im Achtelfinale in den Bewerb ein. Es spielte jeweils ein Team der Primera Divisió gegen eines der Segona Divisió. Gespielt wurde am 20. bis 23. Januar 2009.
|                           | Ergebnis |                       |
| ------------------------- | -------- | --------------------- |
| UE Extremenya             | 3:2      | FC Rànger’s           |
| Casa Estrella del Benfica | 0:4      | Inter Club d’Escaldes |
| FC Lusitanos B            | 1:3      | CE Principat          |
| FC Encamp                 | 4:2      | UE Engordany          |

### Viertelfinale
In dieser Runde treten auch die restlichen Mannschaften der Primera Divisió in den Pokalbewerb ein. Die Auslosung erfolgte so, dass keine zwei der neu eingetretenen Teams gegeneinander antreten. Die Spiele fanden am 1. bzw. 8. Februar 2009 statt.
|                       | Gesamt |                 | Hinspiel | Rückspiel |
| --------------------- | ------ | --------------- | -------- | --------- |
| UE Extremenya         | 1:8    | UE Santa Coloma | 0:4      | 1:4       |
| Inter Club d’Escaldes | 0:5    | FC Santa Coloma | 0:2      | 0:3       |
| CE Principat          | 3:2    | UE Sant Julià   | 1:1      | 2:1 n. V. |
| FC Encamp             | 02:11  | FC Lusitanos    | 0:3      | 2:8       |

### Halbfinale
Die Hinspiele fanden am 10. Mai und die Rückspiele am 17. Mai 2009 statt.
|                 | Gesamt |                 | Hinspiel | Rückspiel |
| --------------- | ------ | --------------- | -------- | --------- |
| UE Santa Coloma | 1:7    | FC Santa Coloma | 1:5      | 0:2       |
| CE Principat    | 4:7    | FC Lusitanos    | 3:3      | 1:4       |

### Finale
| Paarung  | FC Santa Coloma – FC Lusitanos |
| Ergebnis | 6:1 (3:0) |
| Datum    | 23. Mai 2009 um 17:00 Uhr CEST |
| Stadion  | Camp d’Esports d’Aixovall, Sant Julià de Lòria                                                                                        |
| Tore     | 1:0 Juli Sánchez (12.) 2:0 Beto (30.) 3:0 Juli Sánchez (36.) 4:0 Maicon (55.) 5:0 Beto (57.) 5:1 Pedro Franco (72.) 6:1 Rodrigo (93.) |